# Monte Carlo (1930)
Monte Carlo is een Amerikaanse muziekfilm uit 1930 onder regie van Ernst Lubitsch.

## Verhaal
Gravin Helene Mara is gevlucht voor haar toekomstige echtgenoot en heeft slechts 10.000 frank op zak. Ze besluit naar Monte Carlo te trekken. Daar leert ze graaf Rudolph kennen. 

## Rolverdeling
| Acteur             | Personage                    |
| ------------------ | ---------------------------- |
| Jack Buchanan      | Graaf Rudolph                |
| Jeanette MacDonald | Gravin Helene Mara           |
| Claud Allister     | Prins Otto                   |
| Zasu Pitts         | Bertha                       |
| John Roche         | Paul                         |
| Tyler Brooke       | Armand                       |
| Albert Conti       | Begeleider van prins Otto    |
| Lionel Belmore     | Hertog Gustav von Liebenheim |